# Híres komáromiak listája
A két Komáromban (magyarországi Komárom és szlovákiai Komárom, Komárno, Rév-Komárom, Öreg-Komárom) született, vagy a városhoz más miatt kötődő jelentősebb személyek listája olvasható alább. Csillaggal vannak jelölve azok, akiknek nevét közterület is viseli a városban.

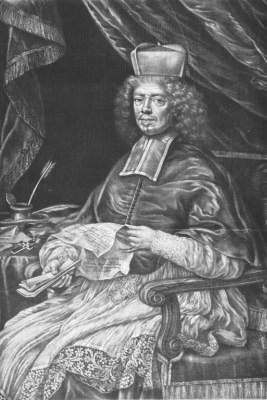
Kollonich Lipót

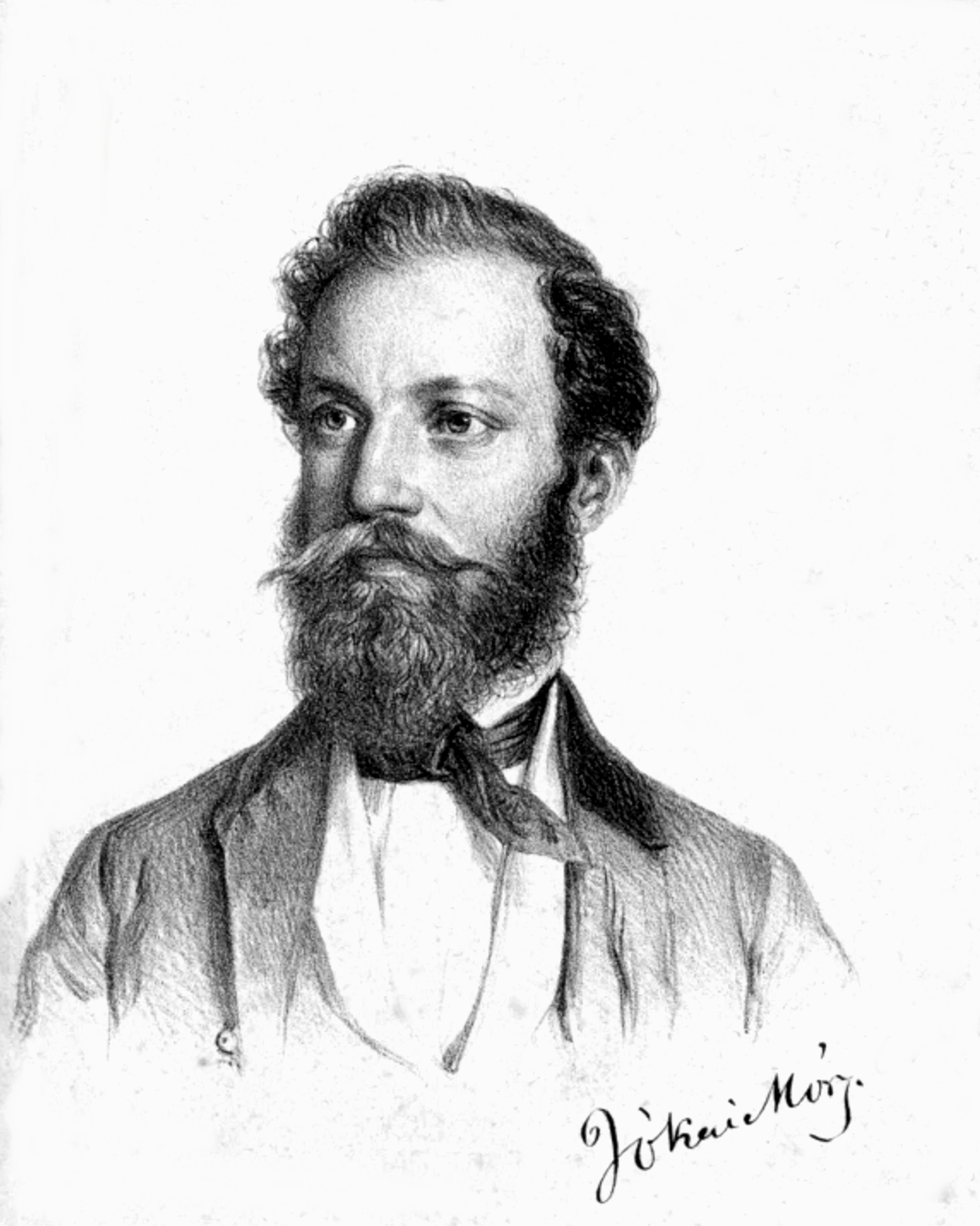
Jókai Mór

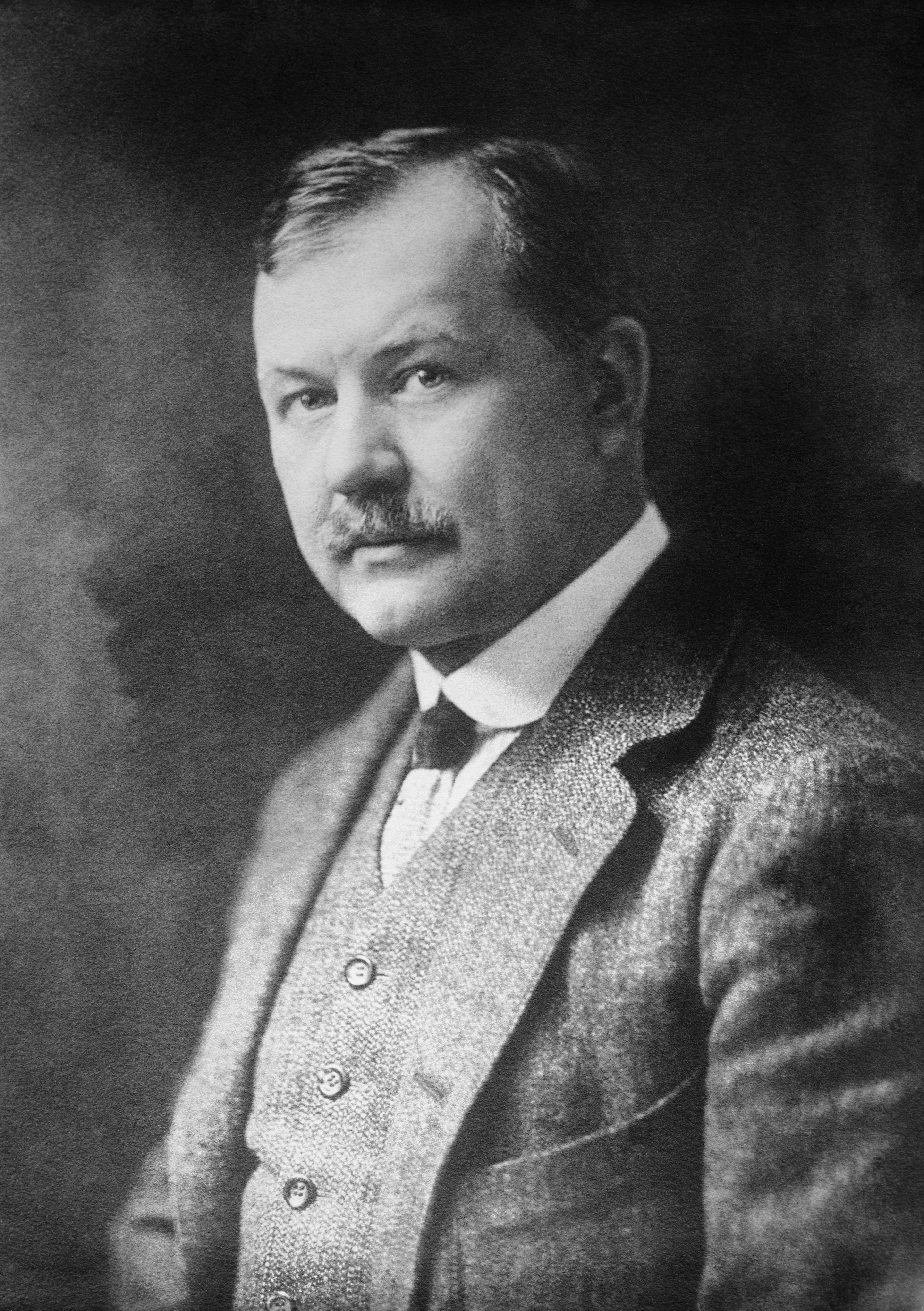
Lehár Ferenc

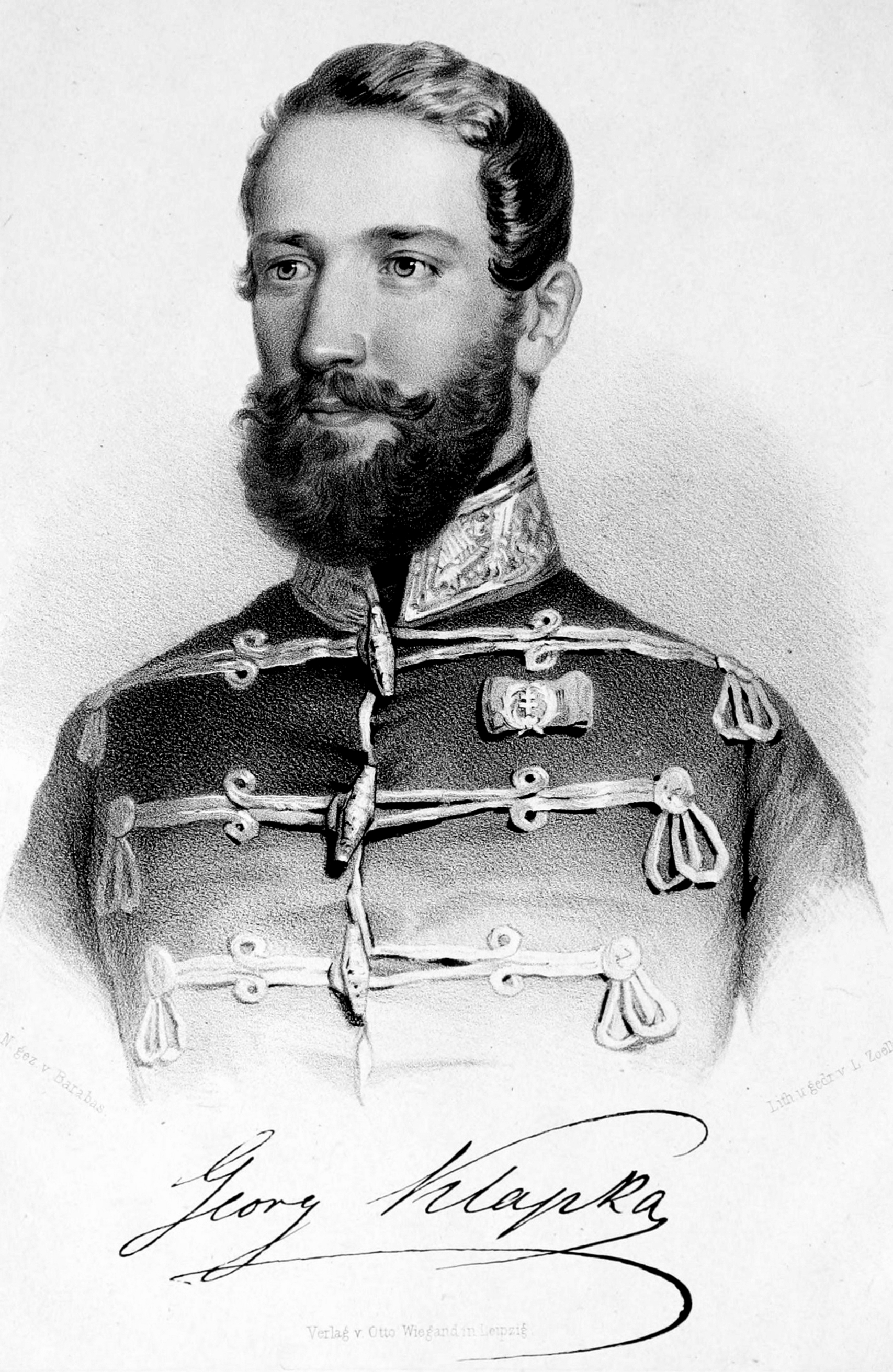

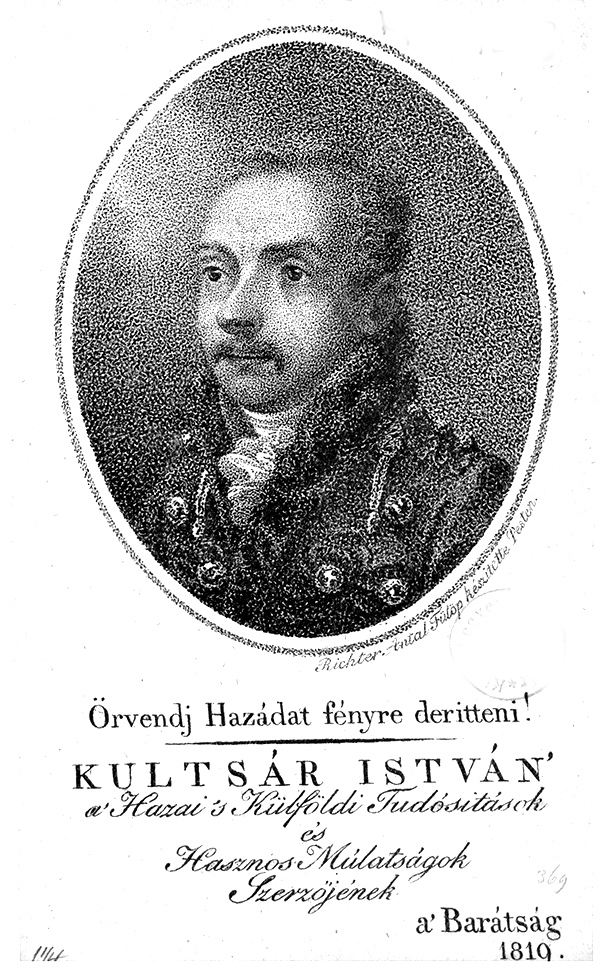

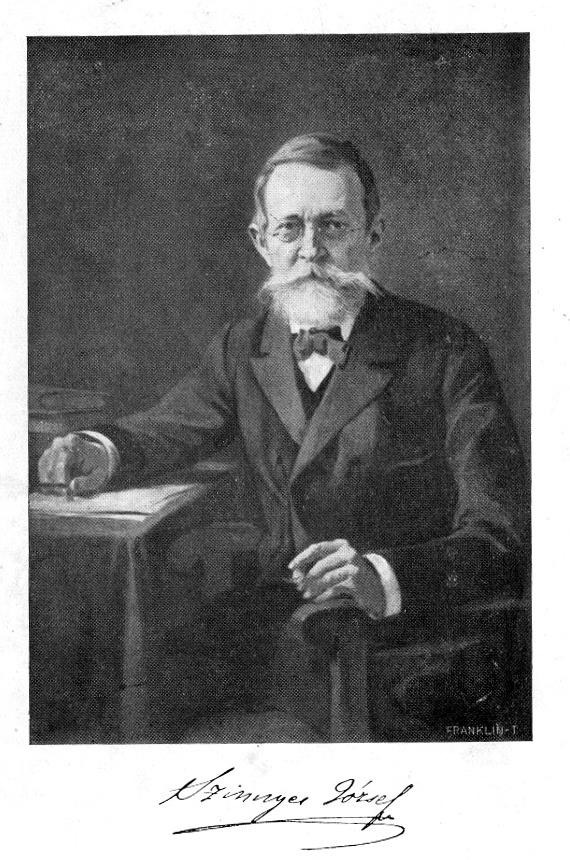

## Itt születtek
- Komáromban született 1440. február 22-én V. László király.
- Itt született 1622-ben Sinelli Imre bécsi püspök[1]
- Itt született 1628-ban Komáromi Csipkés György a magyar barokk protestáns teológiai irodalom képviselője, debreceni református tanár. Bibliafordítását Komáromi-biblia néven ismeri a szakirodalom.
- Itt született 1631. október 26-án gróf Kollonich Lipót nyitrai, majd bécsújhelyi püspök, a magyar kamara elnöke, a magyar ellenreformáció vezéralakja.
- Itt született 1694. augusztus 23-án Brentán Károly jezsuita hittérítő és felfedező.
- Itt született 1723-ban Horváth Sándor Jézus-társasági áldozópap és tanár.
- Itt született 1728-ban Grossinger János Keresztély jezsuita tanár, zoológus.
- Itt született 1737-ben Király József római katolikus püspök Pécs városában, a korabeli tudomány és irodalom pártfogója.
- Itt született 1742. november 8-án Simai Kristóf piarista tanár, drámaíró, szótárszerkesztő, az egyik első magyar szakácskönyv szerzője, az MTA l. tagja.
- Itt született 1752-ben Szekér Joakim Alajos (1752–1810) szerzetes, hadtudományi író, tábori pap.
- Itt született 1753. május 10-én Zay Sámuel orvos, természettudós.
- Itt született 1754. július 11-én Cseh Szombathi János orvos, író.
- Itt született 1760. szeptember 16-án Kultsár István történetíró, író, szerkesztő, kiadó és színigazgató.
- Itt született 1768. január 25-én Döme Károly író.
- Itt született 1786. augusztus 25-én Mindszenti Antal író.
- Itt született 1795-ben Holéczy Mihály evangélikus lelkész és esperes.
- Itt született 1797. június 6-án Gévay Antal történész.
- Itt született 1797-ben Szórád Márton magyar csizmadia, dunapentelei parasztfelkelő.
- Itt született 1806. július 28-án Farkas Lajos régész, író.
- Itt született 1808. február 12-én Ghyczy Kálmán politikus, Komárom vármegye alispánja, képviselőházi elnök.
- Itt született 1812-ben Amtman Jenő tiszti főügyész, Komárom első polgármestere, a komáromi takarékpénztár igazgatója.
- Itt született 1814. december 17-én Tóth Lőrinc író, jogtudós, publicista.
- Itt született 1816. június 2-án Somogyi Alajos író.
- Itt született 1819-ben Beöthy Zsigmond író, költő, jogász, jogi szakíró.
- Itt született 1820-ban Beöthy Károly ügyvéd és Győr vármegye alügyésze, publicista.
- Itt született 1821. április 6-án Samarjay Károly költő.
- Itt született 1822-ben báró Vecsey József Alajos tábornok, kamarás, altábornagy, belső titkos tanácsos.
- Itt született 1825-ben Ludassy Móric újságíró.[2]
- Itt született 1825. február 18-án Jókai Mór, a nagy magyar író, a márciusi ifjak egyike.
- Itt született 1826. május 1-jén Beöthy László író, költő.
- Itt született 1826. szeptember 5-én Virághalmi Ferenc író, honvédszázados.
- Itt született 1828. november 29-én Rózsafy Mátyás újságíró, magyar honvéd, amerikai katona.
- Itt született 1830-ban Gregorics Gábor városi levéltárnok.
- Itt született 1830-ban Lendvay Benő orvosdoktor, megyei főorvos, orvosi szakíró.
- Itt született 1830-ban Szinnyei József (Ferber) bibliográfus, könyvtáros, irodalomtörténész, lexikográfus.
- Itt született 1835. augusztus 10-én Beliczay Gyula zeneszerző.
- Itt született 1846. május 27-én várbogyai Csepy Dániel ügyvéd, földbirtokos, megyebizottsági tag, újságíró, Komárom város társadalmának jeles tagja.
- Itt született 1848-ban Glöckner Berta színésznő.
- Itt született 1852-ben Bányai Jakab tanár.
- Itt született 1852-ben Kürthy Lajos földbirtokos, felvidéki főispán, kijelölt miniszter.
- Itt született 1860-ban Takáts Sándor történetíró.
- Itt született 1863-ban Nemesszeghy István érseki tanítóképzői zenetanár, karnagy, zeneszerző.
- Itt született 1864. január 23-án Térfy Gyula magyar jogtudós, jogi író, az 1910-es, 1920-as évek jelentős kodifikátora.
- Újszőny született 1865-ben Hittrich Ödön evangélikus főgimnáziumi tanár, ókortudós.
- Itt született 1866-ban Haber Samu újságíró.
- Itt született 1866-ban Alexander Krakauer dalszerző.
- Itt született 1867-ben Diósy Lajos gyógyszerész, a Mátyásföldi Nyaralótulajdonosok Egyesületének elnöke 1912–1919 között.
- Itt született 1867. (vagy 1871.) február 13-án Karczagné Kopácsy Júlia (ném. Julie Kopacsy-Karczag) színésznő.[3]
- itt született 1869. szeptember 16-án Térfi Béla erdőmérnök, államtitkár, miniszter és filatelista.
- Itt született 1870-ben Lehár Ferenc zeneszerző.
- Itt született 1872-ben id. Alapy Gyula magyar író, levéltáros, csehszlovákiai politikus.
- Újszőnyben született 1873-ban Theodor Körner (1873–1957) osztrák katonatiszt, politikus, az Osztrák Köztársaság ötödik elnöke (1951–1957).
- Itt született 1874-ben Goda Géza író, újságíró, műfordító.
- Itt született 1878-ban Szijj Ferenc Komárom polgármestere, a Jókai Egyesület elnöke, tanácsos, zenész.
- Itt született 1879-ben Tower Vilmos tábori főesperes.
- Itt született 1879-ben Tuba Károly költő, író, újságíró.
- Itt született 1880-ban Komáromi Kacz Endre festőművész.
- Itt született 1882-ben Schmidthauer Lajos junior - gyógyszerész, orgonaművész.
- Itt született 1883-ban Beke Ödön nyelvész, finnugrista, az MTA tagja.
- Itt született 1885. január 15-én Horváth Géza magyar honvédezredes, hadbiztos, országgyűlési képviselő.
- Itt született 1889-ben Dömötör János magyar királyi honvéd tábornok.
- Itt született 1889-ben Franz Heckenast osztrák tiszt, ellenálló.
- Itt született 1894. október 20-án Berecz Gyula szobrászművész.
- Itt született 1894-ben Eugen Sturm-Skrla (Egge) festőművész.
- Itt született 1894-ben Tárnok Gyula teológus, református lelkész.
- Itt született 1895. január 8-án Zsolt Béla író, újságíró, a Nyugat második nemzedékének tagja.
- Itt született 1898-ban Franz Krbek német matematikus, fizikus és főiskolai tanár.
- Itt született 1898. március 15-én Beszédes Lajos magyar cserkészvezető, keramikus, főjegyző.
- Itt született 1900-ban Ráfael Győző Viktor magyar festőművész, grafikus.
- Itt született 1905-ben Szóbel Géza festő, grafikus.
- Itt született 1910-ben Franz Rotter német szobrász.
- Itt született 1913-ban Vikartovsky Irma zenepedagógus.
- Itt született 1915-ben Vida István jogász, szociálpolitikus, könyvtáros, tudományos kutató.
- Itt született Kézdi Árpád (1919–1983) építőmérnök, az MTA tagja, a talajmechanika és a geotechnika kiemelkedő tudósa.
- Itt született 1922-ben Karol Chrenko (Spindler) rózsahegyi orvos és sporttörténész.[4]
- Itt született 1926. július 7-én Dr. Somogyi Szilveszter baleseti sebészfőorvos, Batthyány-Strattmann László-díjas († 2006).
- Itt született 1930-ban Szeberényi Zoltán irodalomtörténész, kritikus, egyetemi oktató.
- Itt született 1942-ben Stirber Lajos zenepedagógus, karvezető.
- Itt született 1942-ben Takáts Emőd szlovákiai magyar színész, rendező, színházigazgató.
- Itt született 1946. október 27-én Ivan Reitman rendező.
- Itt született 1956-ban Daniela Kapitáňová szlovák írónő.
- Itt született 1957-ben Németh János színész.
- Itt született 1958-ban Bartal Zsuzsa színésznő.
- Itt született 1961-ben Petőcz Kálmán politológus, politikus, diplomata.
- Itt született 1963-ban Kádek Heni magyar énekesnő, színésznő, művésztanár.
- Itt született 1966-ban Tarics Péter újságíró, közíró.
- Itt született 1975-ben Kiss Szilvia színésznő
- Itt született 1977-ben Németh Szilárd labdarúgó.
- Itt született 1978-ban Sidi Péter világ-, és európa-bajnok sportlövő, számszeríjász.
- Itt született 1979-ben Tarr György olimpiai ezüstérmes (Peking, 2008) kajakozó.
- Itt született 1981-ben Riszdorfer Richárd olimpiai ezüstérmes (Peking, 2008) kajakozó.
- Itt született 1981-ben Vlček Erik olimpiai ezüstérmes (Peking, 2008) kajakozó.
- Itt született 1986-ban Priskin Tamás labdarúgó.
- Itt született 1992-ben Habodász István magyar színész.
- Itt született 1993-ban Rózsási Márk érdemes művész.
- Szőnyben született Dukay Barnabás (1950) Bartók-Pásztory-díjas zeneszerző, a Zeneművészeti Egyetem tanára.
- Szőnyben született Csonka Péter (1974) természetfotós.

## Itt éltek
Lásd még: Ipari Szakközépiskola (Komárom), Selye János Gimnázium, Selye János Egyetem, Komárom ostroma (1848–49)
- Itt oktatott Ecsedi János (1776–1813) református gimnáziumi tanár.
- Itt oktatott Fenix Farkas Ignác (1784-1870) bencés szerzetes, paptanár, költő
- Itt oktatott Szeder Fábián János (1784-1859) bencés pap és tanár.
- A Rozália téren szállt meg Beck Vilma (1810-1851) írónő az 1848-49-es szabadságharc idején.
- Itt volt 1878-1879-ben házfőnök és gimnáziumi igazgató Halbik Ciprián Gáspár (1840–1927) bencés szerzetes és tihanyi apát.
- Itt oktatott Kamiss Hugó Ferenc (1823–1867) bencés gimnáziumi tanár.
- Itt oktatott Magyary Szulpic Ferenc (1854-1887) bencés szerzetes, áldozópap és gimnáziumi tanár.
- Itt oktatott Rózsa Vitál János (1857-1930) bencés rendi áldozópap és főgimnáziumi tanár.
- Itt oktatott Mórocz Emilián (1861-1930) gimnáziumi tanár, perjel, szentszéki tanácsos, zenész.
- Itt oktatott Gidró Bonifác (1869-1958) bencés szerzetes, mennyiségtan- és természettantanár, gimnáziumi igazgató, tihanyi apát.
- Itt oktatott Bausz Teodorik (1870-1906) bencés tanár.
- Itt oktatott Bognár Cecil Pál (1883-1967) bencés szerzetes, pszichológus, egyetemi tanár.
- Itt oktatott Gosztonyi Nándor (1891-1950) tanár, jószágkormányzó.
- Itt oktatott Szunyogh Xavér Ferenc (1895-1980) római katolikus pap, bencés szerzetes, teológus, pedagógiai doktor, középiskolai tanár, műfordító.
- Itt oktatott Zsilinszky Kázmér (1910-1985) magyar bencés szerzetes, gimnáziumi tanár, plébános.
- Itt élt és dolgozott Gyulai Rudolf (1848–1906) bencés rendi tanár, történész, tudományszervező, a Jókai Egyesület elődjének alapítója és mozgatórúgója.
- Itt élt és dolgozott Stanislaus von Prowazek (Jindřichův Hradec, 1875. november 12. – Cottbus, 1915. február 17.) mikrobiológus. Henrique da Rocha Lima brazil kollégája róla nevezte el a Rickettsia prowazekii tífuszt okozó baktériumot.
- Itt dolgozott Hans Tscherte (1480–1552) építőmester.[5]
- Itt dolgozott 1827-től Komlóssy Ferenc színművész.
- Itt dolgozott Bottay Kálmán Pál (1859–1921) rajztanár, természettudós, entomológus, vadász.
- Itt dolgozott Szendrey Imre (1866-1942) rajztanár, újságíró, lapszerkesztő, helytörténész.
- Itt dolgozott Baranyay József (1876-1952) újságíró, könyvtáros, helytörténész.
- Itt dolgozott Machnyik Andor (1888-1955) agrármérnök, gazdasági szakíró.
- Itt dolgozott František Suchý Komárenský, később Pražský (1891-1973) cseh zeneszerző, a komáromi szlovák polgári iskola igazgatója[6](wd)
- Itt dolgozott 1917-ben Miloš Crnjanski (1893–1977) magyarországi szerb költő, író, diplomata.
- Itt dolgozott Nehéz Ferenc (1912–1979) író, újságíró.
- Itt dolgozott Zombory György (1913-1996) kultúrális szervező, 1941-1958 között a filmszakmában felvételvezető, illetve gyártásvezető.
- Itt dolgozott Jarábik Imre (1942–2019) szlovákiai magyar karnagy, népművelő.
- Itt dolgozott Lelkes Júlia (1944) szlovákiai magyar színésznő, dramaturg, rendező.
- Itt dolgozott Fabó Tibor (1964) Jászai Mari-díjas magyar színművész, színigazgató.
- Itt dolgozott Mics Ildikó (1967) magyar színésznő.
- Itt élt és muzsikált 1939 és 1945 között Fátyol Mihály makói cigányprímás.
- Itt szolgált Bosnyák Benedek (1750–1809) benedek rendi pap.
- Itt szolgált a szabadságharc alatt Szerelmey Miklós (1803-1875) feltaláló, mérnök, litográfus, a színes litográfia hazai meghonosítója, a komáromi bankók nyomásának vezetője.
- Itt szolgált Schnausz György (1804–1878) kurtakeszi alesperes.
- Itt szolgált a szabadságharc alatt Besze János (1811–1892) magyar író, liberális politikus, ügyvéd, országgyűlési képviselő.
- Itt szolgált Pálfy József (1812–1869) evangélikus lelkész, képzőintézeti igazgató-tanár.
- Itt szolgált mint várparancsnok 1849 április-májusában Guyon Richárd (1813-1856) tábornok
- Itt szolgált káplánként Szemerényi Károly (1813–1898) magyar teológus pap, pozsonyi kanonok, Tardoskedd plébánosa. Semmelweis Ignác testvére.
- Itt szolgált a szabadságharc alatt Meszlényi Jenő (1814–1900) 1848-as honvéd ezredes, Kossuth sógora.
- Itt szolgált káplánként Thaly Zsigmond (1814–1886) magyar mérnök, politikus, megyei táblabíró, az 1848-49-es magyar szabadságharcban honvéd ezredes, majd erődítési igazgató.
- Itt szolgált a szabadságharc alatt Oltósy Pál (1818-1894) 48-as százados, a magyar meggyfa-termesztés megteremtője, a szipkagyár alapítója.
- Itt szolgált a szabadságharc alatt Simonyi Ernő (1821-1882) országgyűlési képviselő.
- Itt szolgált a szabadságharc alatt Szillányi Péter (1822-1871) Klapka komáromi vezérkari főnöke, alezredes.
- Itt szolgált a szabadságharc alatt Radnich János (1825-1895) magyar jogász, magyar szabadságharcos tiszt.
- Itt szolgált a szabadságharc alatt Toplányi Sándor (1825-1886) magyar honvédfőhadnagy, az amerikai polgárháborúban százados a harmadik néger gyalogezredben.
- Itt szolgált a szabadságharc alatt Hamary Dániel (1826-1892) orvosdoktor, magyar királyi honvéd törzsorvos, 1848/49-es honvéd tüzérhadnagy, író, a márciusi ifjak egyike.
- Itt szolgált a szabadságharc alatt Hunyady László (1826-1898) 48-as honvéd zászlóalj-parancsnok, országgyűlési képviselő, főispán.
- Itt is szolgált a szabadságharc alatt Takács Gyula (1826-1898) ügyvéd, szolgabíró, 48-as honvédfőhadnagy[7]
- Itt szolgált a szabadságharc alatt Horváth Endre Lajos (1827–1909) római katolikus plébános, bencés szerzetes, kanonok, városi képviselő, lapszerkesztő.
- Itt szolgált a szabadságharc alatt Kozlay Jenő (1826–1883) magyar honvédtiszt, az amerikai polgárháború tiszteletbeli (Brevet) dandártábornoka.
- Itt szolgált a szabadságharc alatt Brogyányi Jenő (1830-1893) 1848-as százados, megyei hivatalnok.
- Itt szolgált a szabadságharc alatt Kruplanicz Kálmán (1830–1900) királyi tanácsos, főispán, ügyvéd, honvédhadnagy.
- Itt szolgált a szabadságharc alatt Szontagh Ábrahám (1830-1902) orvosdoktor, homoeopata gyakorló orvos.
- Itt szolgált a szabadságharc alatt Ifjabb Lendvay Márton (1830–1875) magyar színész.
- Itt szolgált a szabadságharc alatt Forster József (1831-1875) újságíró, lapszerkesztő.
- Itt szolgált a szabadságharc alatt Térey Pál (1831-1883) honvédtiszt, országgyűlési képviselő, őrnagy.
- Itt szolgált a szabadságharc alatt Supka Jeromos (1832-1891) honvéd tüzér, ciszterci szerzetespap, zirc-pilis-pásztói és szentgotthárdi apát, tanár.
- Itt szolgált Nécsey József (1842-1929) verebélyi postamester, régiséggyűjtő, múzeumalapító.
- Itt szolgált és itt nyugszik Molnár Nepomuk János (1850–1919) apát-plébános és országgyűlési képviselő, kanonok.
- Itt szolgált Eduard Haubner (1857–?) őrnagy, igazgató.
- Itt szolgált Geőcze Sarolta (1862–1928) tanítónőképezdei főigazgató, pedagógiai szakíró, szociológus, keresztényszocialista ideológus.
- Itt szolgált Majláth Gusztáv Károly (1864–1940) erdélyi püspök, főrend, címzetes érsek.
- Itt szolgált és itt nyugszik Majer Imre (1865–1936) pápai prelátus, bélai címzetes apát, szemináriumi rektor, komáromi apát-plébános.
- Itt szolgált Magerl Károly (1871-1941) a komáromi 12. gyalogezred alezredes parancsnoka az első világháborúban.
- Itt élt Richter János (1872-1934) plébános, országgyűlési képviselő.
- Itt szolgált Flórián Károly (1878-1941) jogász, útleírások szerzője.
- Itt szolgált Túróczy Zoltán (1893-1971) a Dunántúli evangélikus egyházkerület szuperintendense (püspöke).
- Itt szolgált Szüllő Rezső (1912–1982) plébános.
- Itt szolgált Karaffa János (1973-2021) szlovákiai magyar plébános.
- Itt élt gyerekkorában Arató Endre (1921-1977) történész.
- Itt tanult Jovan Rajić (1726-1801) görögkeleti szerb archimandrita.
- Itt tanult Zsigmondy Adolf (1816–1880) kórházi főorvos.
- Itt tanult Zsigmondy Vilmos (1821–1888) magyar bányamérnök, a MTA tagja.
- Itt tanult Karcsú Antal Arzén (1827-1893) római katolikus pap, ferences szerzetes, kolostorfőnök, egyháztörténész, helytörténész.
- Itt tanult Kollányi Ödön (1874-1957) tanár, kalocsai polgári iskolai igazgató, szerkesztő.
- Itt tanult Vájlok Sándor (1913–1991) kritikus, művelődéstörténész.
- Itt tanult Vaskovics Lajos (1919–1997) csehszlovák nemzetgazdász, megyei hivatalnok, SzSzK pénzügyminiszter helyettes.
- Itt tanult Szőcs Ferenc (1935) fizikus, tudományos kutató.
- Itt tanult és tanított Keszegh István (1950–2019) matematika-fizika szakos gimnáziumi tanár.
- Itt tanult Matusek Attila (1992) magyar színész.
- Itt tanult Habodász István (1992) magyar színész.
- Itt tanított Bodócs István (?-1984) történelem-földrajz szakos pedagógus Komáromban és Kőbányán.
- Itt tanított Dobi Géza (1937-2011) hegedűtanár.
- Itt esett fogságba Alois Friedrich Schönn festőművész.[8]

## Itt hunyt el
- Itt akasztották fel 1849-ben Schulek Lajos evangélikus lelkészt.
- Itt hunyt el 1826-ban Friedrich Deutschmann orgonaépítő.
- Itt hunyt el 1874-ben Tury Oszvald bencés áldozópap és tanár.
- Itt hunyt el 1878-ban Vagács Caesar János (1817–1878) Szent Benedek-rendi áldozópap és gimnáziumi igazgató.
- Itt hunyt el 1925-ben Schubert József (1838–1925) címzetes vezérőrnagy.
- Itt hunyt el 1940-ben Erdőssy István plébános.
- Itt hunyt el 1944-ben Sohár Ottó (1874-1944) katonatiszt, a komáromi bencés gimnázium testneveléstanára, vármegyei vitézi széktartó.
- Itt hunyt el 1945-ben Garai János (1913-1945) magyar költő, író, újságíró.
- Itt hunyt el 1956-ban Harmos Károly festő, grafikus.
- Itt hunyt el 1973-ban Galambos Zoltán (1894-1973) református lelkipásztor, lapszerkesztő, teológiai fordító.
- Itt hunyt el 1975-ben Fellegi István rendező, igazgató.
- Itt hunyt el 1993-ban Tok Béla helytörténész, muzeológus.
- Itt hunyt el 2006-ban Szuchy M. Emil közíró, műfordító, színházi rendező, muzeológus.
- Itt hunyt el 2010-ben Konrád József színész, rendező, fordító.
- Itt hunyt el 2013-ban Jakab István nyelvész, oktató.
- Itt hunyt el 2025-ben Klokner Lóránd tanár, botanikus.